# Svatopluk Ier de Bohême
Svatopluk Ier est duc d'Olomouc de 1091 à 1107 et duc de Bohême de 1107 à 1109.

## Biographie

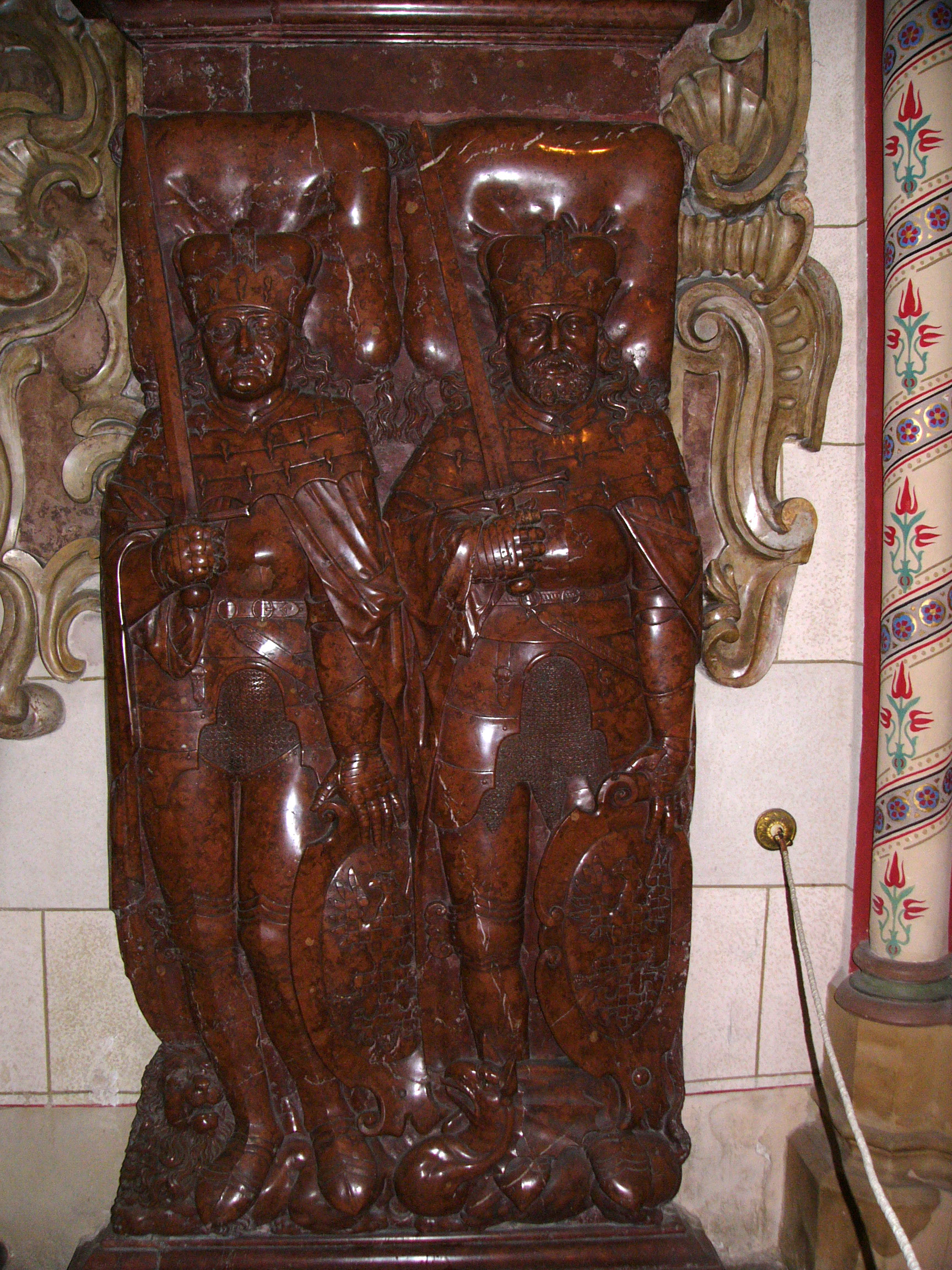
Pierre tombale de Svatopluk et de son fils.

Svatopluk était le fils aîné de Othon Ier de Bohême, duc d'Olomouc, et d'Euphémia de Hongrie.
Duc d'Olomouc depuis 1091, et en désaccord avec son cousin Bořivoj II, il cherche à le chasser du trône, ce qui déclenche une nouvelle guerre civile.
L'empereur Henri V, pas plus que son père avant, ne pouvait se désintéresser de l'anarchie dans laquelle sombrait une nouvelle fois la Bohême qu'il considérait comme un fief de l'empire. Il convoqua Svatopluk qui n'osa pas résister, le retint captif et fit rétablir Borivoj II ; après quoi il laissa partir son prisonnier avec qui il s'était réconcilié et dont il était même devenu le parrain du fils baptisé Venceslas Heinrich. Svatopluk s'empressa de rentrer en Bohême et d'expulser Bořivoj II.
En 1108, l'empereur intervint également dans le différend qui opposait maintenant le roi Coloman de Hongrie et son frère le duc Almös. Le contingent tchèque commandé par Svatopluk fut rappelé en Bohême par une attaque de Borivoj II que secondait Boleslas III le Bouche-Torse de Pologne, allié de Coloman.
Les Allemands ne parvinrent pas à s'emparer de Presbourg et Coloman de Hongrie put ravager la Moravie qui appartenait à Svatopluk. L'échec germanique en Hongrie étant en partie lié à la diversion polonaise, Henri V voulut se venger et envahit la Pologne. Le 21 septembre 1109, Svatopluk était assassiné sous la tente de l'empereur lors du siège de Głogów par un membre survivant de la famille féodale des Vršovice, qu'il avait fait exterminer après avoir fait décapiter son chef Mutina du fait de l'appui qu'elle donnait au parti de Bořivoj II. Il est inhumé dans la cathédrale d'Olomouc.

## Postérité
D'une épouse dont le nom est inconnu, il ne laissa qu'un fils :
- Venceslas Henri d'Olomouc, né en 1107, mort le 1er mars 1130 et duc d'Olomouc de 1126 à 1130.

## Sources
- Francis Dvornik, Les Slaves histoire, civilisation de l'Antiquité aux débuts de l'Époque contemporaine, Paris, éditions du Seuil, 1970, 1196 p.
- Jörg K. Hoensch et Françoise Laroche (traduction), Histoire de la Bohême, Paris, Éditions Payot, 1995 (ISBN 2228889229), p. 54,62.
- Pavel Bělina, Petr Čornej et Jiří Pokorný, Histoire des Pays tchèques, Paris, Éditions du Seuil, coll. « Points Histoire U 191 », 1995, 510 p. (ISBN 2020208105).
- (de) Europäische Stammtafeln, vol. 3, Francfort-sur-le-Main, Vittorio Klostermann, Gmbh, 2004 (ISBN 3465032926), Die Herzoge von Böhmem I und die Fürsten von Mähren (Die Przemysliden)  Tafel 54.
- (en) Nora Berend, Przemyslaw Urbanczyk, Przemislaw Wiszewski, Central Europa in the High Middle Ages, Bohemia-Hungary and Poland c.900-c.1300, Cambridge,, Cambridge University Press, 2013, (ISBN 9780521786959).